# Fissidens karataviensis
Fissidens karataviensis là một loài Rêu trong họ Fissidentaceae. Loài này được Samsel mô tả khoa học đầu tiên năm 1953.